# Mario Scelba
Mario Scelba (ur. 5 września 1901 w Caltagirone, zm. 29 października 1991 w Rzymie) – włoski polityk i prawnik, działacz i jeden z liderów Chrześcijańskiej Demokracji, wieloletni deputowany, minister w różnych gabinetach, w latach 1954–1955 premier Włoch, od 1969 do 1971 przewodniczący Parlamentu Europejskiego.

## Życiorys
Urodził się w katolickiej rodzinie wielodzietnej. Z uwagi na warunki materialne rodziny był zmuszony do porzucenia nauki w 1913, ostatecznie mógł ją kontynuować dzięki wsparciu ze strony księdza Luigiego Sturzo. W 1920 zdał egzamin maturalny, uczęszczał na kurs organizowany przez Azione Cattolica. Podjął studia prawnicze na Uniwersytecie Rzymskim „La Sapienza”, które ukończył w 1920. Pracował w międzyczasie w strukturach Włoskiej Partii Ludowej, był osobistym sekretarzem Luigiego Sturzo. W połowie lat 20. redagował tygodnik „L’idea popolare”. Wkrótce zaniechał jawnej działalności politycznej i publicystycznej, co wiązało się z ograniczeniami nakładanymi przez reżim faszystowski. Praktykował jako adwokat, od początku lat 30. w ramach własnej kancelarii.
Na początku lat 30. jego bliskim przyjacielem stał się Alcide De Gasperi, z którym od tego czasu współpracował. W 1943 był współtwórcą pierwszego dokumentu programowego Chrześcijańskiej Demokracji. Po wyzwoleniu Rzymu w 1944 został członkiem komitetu wykonawczego i zastępcą sekretarza partii. W 1945 został powołany w skład prowizorycznego zgromadzenia (Consulta Nazionale), a w 1946 został członkiem konstytuanty (Assemblea Costituente della Repubblica Italiana). W latach 1948–1968 był posłem do Izby Deputowanych I, II, III i IV kadencji. Następnie do 1983 zasiadał w Senacie V, VI, VII i VIII kadencji.
W czerwcu 1945 objął urząd ministra poczty i telekomunikacji w rządzie Ferruccia Parriego. Funkcję tę pełnił następnie od grudnia 1945 do lutego 1947 w dwóch gabinetach, którymi kierował Alcide De Gasperi. Później do lipca 1953 był ministrem spraw wewnętrznych w pięciu kolejnych rządach tego premiera. Z przyczyn zdrowotnych nie wykonywał obowiązków w okresie od lipca do września 1952, zastępował go wówczas czasowo Giuseppe Spataro. W trakcie urzędowania zajmował się m.in. reorganizacją sił policyjnych.
W lutym 1954 objął stanowisko premiera, które zajmował do lipca 1955. W swoim gabinecie pełnił też ponownie funkcję ministra spraw wewnętrznych. Jego rezygnacja nastąpiła w okresie kryzysu politycznego po wyborze Giovanniego Gronchiego na prezydenta i w czasie sporów wewnętrznych w ramach chadecji. Mario Scelba powrócił na urząd ministra spraw wewnętrznych w lipcu 1960, gdy rządem kierował Amintore Fanfani. Sprawował go wówczas do lutego 1962. Była to ostatnia pełniona przez niego funkcja rządowa.
W latach 1966–1969 był przewodniczącym rady krajowej Chrześcijańskiej Demokracji. Od 1969 do 1971 przewodniczył Parlamentowi Europejskiemu. W 1979 bez powodzenia kandydował w pierwszych wyborach powszechnych do PE. W 1983 odszedł z włoskiego parlamentu. W 1990 wydał swoje wspomnienia pt. Per l’Italia e per l’Europa.

## Życie prywatne
Mario Scelba był żonaty z Neriną Palestini, miał córkę Marię Luisę.